# Convenzione di Cipro
La Convenzione di Cipro del 4 giugno 1878 fu un accordo segreto raggiunto tra la Regno Unito e l'Impero ottomano che garantiva il controllo amministrativo britannico di Cipro (vedi Cipro britannica), in cambio del loro sostegno agli ottomani durante il Congresso di Berlino. Le disposizioni della Convenzione mantennero i diritti ottomani sul territorio di Cipro.
Questo accordo fu il risultato di negoziati segreti che ebbero luogo prima del 1878. La Convenzione fu abrogata dagli inglesi nel novembre 1914, quando la Gran Bretagna e l'Impero ottomano si trovarono contrapposti in guerra.

## Fondazione dell'amministrazione britannica nel 1878
Il sultano, Abdul Hamid II, cedette l'amministrazione di Cipro alla Gran Bretagna in cambio delle garanzie che la Gran Bretagna avrebbe utilizzato l'isola come base per proteggere l'Impero ottomano da una possibile aggressione russa. Ai britannici era stata offerta Cipro tre volte (nel 1833, 1841 e 1845) prima di accettarla nel 1878.
A metà degli anni 1870, la Gran Bretagna e altre potenze europee dovettero impedire l'espansione russa in aree controllate dell'Impero ottomano sempre più indebolito. La Russia stava cercando di colmare il vuoto di potere espandendo l'impero dello zar a ovest e a sud verso i porti di Costantinopoli e dei Dardanelli. L'amministrazione britannica di Cipro aveva lo scopo di prevenire tale espansione. Nel giugno 1878, i negoziati segreti tra la Gran Bretagna e la Sublime porta culminarono nella Convenzione di Cipro, con la quale "Sua Maestà Imperiale il Sultano acconsente ulteriormente ad assegnare l'isola di Cipro all'occupazione e all'amministrazione dell'Inghilterra".
Ci fu una certa opposizione all'accordo in Gran Bretagna, soprattutto da parte del leader liberale William Ewart Gladstone. Tuttavia quando Gladstone tornò al potere, non restituì l'isola. Il nazionalismo greco-cipriota fece conoscere la sua presenza ai nuovi governanti, quando, in un discorso di benvenuto a Larnaca per il primo Alto Commissario britannico a Cipro, il vescovo di Kition espresse la speranza che gli inglesi avrebbero accelerato l'unificazione di Cipro con la Grecia come avevano precedentemente fatto con le Isole Ionie. Pertanto, all'inizio della loro amministrazione gli inglesi si trovarono di fronte alla realtà che l'enosis era vitale per molti greco-ciprioti.
L'isola serviva alla Gran Bretagna come base militare chiave sulla rotta marittima verso l'India britannica, che all'epoca era il più importante possesso d'oltremare britannico. Nel 1906 fu completato un nuovo porto a Famagosta, aumentando l'importanza di Cipro come avamposto strategico a protezione degli accessi al canale di Suez.

## Tributo di Cipro
I termini della Convenzione prevedevano che l'eccedenza delle entrate dell'isola rispetto alle spese per il governo dovessero essere pagate come "pagamento fisso annuale" dalla Gran Bretagna al Sultano. Questa disposizione consentì alla Sublime porta di affermare di non aver ceduto Cipro agli inglesi, ma di aver semplicemente rinunciato temporaneamente all'amministrazione. A causa di questi termini, l'azione fu talvolta descritta da una locazione britannica dell'isola. Il tributo di Cipro (Cyprus Tribute) divenne una delle principali fonti di malcontento alla base dei successivi disordini ciprioti.
I negoziati alla fine determinarono la somma del pagamento fisso annuale esattamente a 92.799 sterline, undici scellini e tre pence. Il governatore dell'isola Ronald Storrs scrisse in seguito che il calcolo di questa somma era stato effettuato con "tutta quella scrupolosa esattezza caratteristica dei conti falsi". I ciprioti si trovarono non solo a pagare il tributo, ma anche a coprire le spese sostenute dall'amministrazione coloniale britannica, determinando un costante drenaggio in un'economia già povera.
Fin dall'inizio, la questione del tributo di Cipro fu aggravata dal fatto che il denaro non fu mai pagato alla Turchia, ma veniva depositato nella Banca d'Inghilterra per ripagare i prestiti della guerra di Crimea turca (garantiti sia dalla Gran Bretagna che dalla Francia) sui quali la Turchia era inadempiente. Questa disposizione disturbò notevolmente sia i turchi che i ciprioti. La piccola somma rimasta finì in un fondo di emergenza, il che irritò ulteriormente la Porta. L'opinione pubblica di Cipro ritenne che i ciprioti fossero costretti a pagare un debito con il quale non erano in alcun modo collegati. L'agitazione contro il tributo fu incessante e il pagamento annuale divenne un simbolo dell'oppressione britannica.
C'era inoltre l'opposizione britannica al tributo. Il sottosegretario di Stato per le colonie Winston Churchill visitò Cipro nel 1907 e, in un rapporto sulla sua visita, dichiarò: "Non abbiamo il diritto, se non per forza maggiore, di prendere un centesimo del tributo a Cipro per sollevarci dai nostri obblighi, tuttavia purtroppo contratti". Il Parlamento votò presto una sovvenzione annuale permanente di 50.000 sterline a Cipro e di conseguenza ridusse il tributo.

## L'annessione britannica di Cipro del 1914 e la fine della Convenzione
Dopo lo scoppio della prima guerra mondiale, l'Impero ottomano decise di unirsi alla guerra a fianco degli Imperi centrali e il 5 novembre 1914 gli inglesi annessero formalmente Cipro come colonia della Corona ponendo fine alla Convenzione. Allo stesso tempo, il Chedivato ottomano d'Egitto e del Sudan fu dichiarato Sultanato d'Egitto come protettorato britannico.